# Heliococcus corralesi
Heliococcus corralesi är en insektsart som beskrevs av Williams och Granara de Willink 1992. Heliococcus corralesi ingår i släktet Heliococcus och familjen ullsköldlöss. Inga underarter finns listade i Catalogue of Life.